# جائزة غولدن غلوب لأفضل ممثلة مساعدة - فلم
جائزة الغولدن غلوب لأفضل ممثلة مساعد - فيلم  قُدِمت لأول مرة من قبل رابطة هوليوود للصحافة الأجنبية سنة 1944 لأداء في فيلم أُصدر في السنة المنفرطة.
تم تغيير اسم الجائزة الرسمي منذ إنشائها، منذ 2005 أصبح يطلق عليها: «أفضل أداء من قبل ممثلة مساعدة في فيلم».

## الفائزون
الفائزون بالجائزة:  
- زوي سالدانا (سنة 2024) (عن عمل إيميليا بيريز)
- دافين جوي راندولف (سنة 2023) (عن عمل المتبقيون)
- أنجيلا باسيت (سنة 2022) (عن عمل النمر الأسود:واكاندا للأبد)
- أريانا ديبوز (سنة 2021) (عن عمل قصة الحي الغربي)
- جودي فوستر (سنة 2020) (عن عمل الموريتاني)
- لورا ديرن (سنة 2019) (عن عمل قصة زواج)
- ريجينا كينغ (سنة 2018) (عن عمل لو استطاع شارع بيل التحدث)
- أليسون جاني (سنة 2017) (عن عمل أنا، تونيا)
- فيولا ديفيس (سنة 2016) (عن عمل فينسيس)
- باتريشيا أركيت (سنة 2014) (عن عمل صبا)
- جينيفر لورنس (سنة 2013) (عن عمل احتيال أمريكي)
- آن هاثاواي (سنة 2012) (عن عمل البؤساء)
- أوكتافيا سبنسر (سنة 2011) (عن عمل المساعدة)
- ميليسا ليو (سنة 2010) (عن عمل المقاتل)
- مونيك (سنة 2009) (عن عمل ثمينة)
- كيت وينسليت (سنة 2008 و 2015) (عن عمل القارئ و ستيف جوبز)
- كيت بلانشيت (سنة 2007) (عن عمل أنا لست هناك)
- جنيفر هدسون (سنة 2006) (عن عمل فتيات الحلم)
- ريتشل وايز (سنة 2005) (عن عمل البستاني المخلص)
- ناتالي بورتمان (سنة 2004) (عن عمل أقرب)
- رينيه زيلويغر (سنة 2003) (عن عمل الجبل البارد)
- جنيفر كونلي (سنة 2001) (عن عمل عقل جميل)
- كيت هدسون (سنة 2000) (عن عمل بالكاد مشهور)
- أنجلينا جولي (سنة 1999) (عن عمل فتاة، قوطعت)
- لين ريدغريف (سنة 1998) (عن عمل Gods and Monsters)
- كيم باسنجر (سنة 1997) (عن عمل إل ايه سري للغاية)
- لورين باكال (سنة 1996) (عن عمل The Mirror Has Two Faces)
- ميرا سورفينو (سنة 1995) (عن عمل أفروديت القوية)
- ديان ويست (سنة 1994) (عن عمل رصاص في برودواي)
- وينونا رايدر (سنة 1993) (عن عمل عصر البراءة)
- جوان بلاورايت (سنة 1992) (عن عمل أبريل المسحور)
- ميرسيدس رويل (سنة 1991) (عن عمل الملك الصياد)
- ووبي غولدبرغ (سنة 1990) (عن عمل الشبح)
- جوليا روبرتس (سنة 1989) (عن عمل ماغنوليا من فولاذ)
- سيغورني ويفر (سنة 1988) (عن عمل الفتاة العاملة)
- أولمبيا دوكاكيس (سنة 1987) (عن عمل مجذوبة القمر)
- ماغي سميث (سنة 1986) (عن عمل غرفة مع منظر)
- ميغ تيلي (سنة 1985) (عن عمل Agnes of God)
- بيغي أشكروفت (سنة 1984) (عن عمل طريق إلى الهند)
- شير (سنة 1983) (عن عمل سيلكوود)
- جيسيكا لانج (سنة 1982) (عن عمل توتسي)
- جوان هاكيت (سنة 1981) (عن عمل Only When I Laugh)
- ميريل ستريب (سنة 1979 و 2002) (عن عمل كرامر ضد كرامر و تبني)
- ديان كانون (سنة 1978) (عن عمل السماء بإمكانها الانتظار)
- كاثرين روس (سنة 1976) (عن عمل Voyage of the Damned)
- بريندا فاكارو (سنة 1975) (عن عمل Once Is Not Enough)
- ليندا بلير (سنة 1973) (عن عمل الراقي)
- آن مارغريت (سنة 1971) (عن عمل هتك العرض)
- كارين بلاك (سنة 1970) (عن عمل خمس قطع سهلة و المطار)
- كارول تشانينج (سنة 1967) (عن عمل ميلي الجديدة كليًا)
- روث غوردون (سنة 1965) (عن عمل Inside Daisy Clover)
- ريتا مورينو (سنة 1961) (عن عمل قصة الحي الغربي)
- جانيت لي (سنة 1960) (عن عمل سايكو)
- إلسا لانشيستر (سنة 1957) (عن عمل شاهد على المحاكمة)
- إلين كوربي (سنة 1948) (عن عمل I Remember Mama)
- آن باكستر (سنة 1946) (عن عمل حد الشفرة)
- أنجيلا لانسبيري (سنة 1945) (عن عمل صورة دوريان غراي)
- أغنيس مورهيد (سنة 1944) (عن عمل Mrs. Parkington)
- كاتينا باكسينو (سنة 1943) (عن عمل لمن تقرع له الأجراس)